# Charles Barberot
Pour les articles homonymes, voir Barberot.
Charles Barberot, né le 23 février 1876, mort le 4 août 1915, est un militaire français, auteur et théoricien militaire, chef du 1er bataillon du 133e régiment d'infanterie puis chef de corps du 5e bataillon de chasseurs à pied. Il est décrit comme le "fortificateur de La Fontenelle" et le "vainqueur de la cote 830". La prise de la cote 830 le 15 juin 1915 ouvrit la voie aux offensives françaises victorieuses vers Metzeral (16-23 juin 1915).

## Jeunesse et formation militaire
Charles Élysée Barberot naît le 23 février 1876 à Paris. Il est le fils de Jules-Joseph Barberot et de Marie née Dupont. Son père est originaire de la Haute-Saône et installé à Paris depuis la fin du Second Empire. Sa mère est originaire de Seine-Maritime et installée avec ses parents dans le XIVe arrondissement de Paris vers 1860. Charles a un frère aîné, Alphonse (1875 – 1944). Après lui naîtront deux autres frères, Philippe (1885 – 1960) (père de Roger Barberot) et Lucien, et enfin une sœur Isabelle (1895 – 1982).
Il exprime tôt son souhait de devenir militaire. En 1892, il étudie un an en Allemagne à Leipzig. À son retour, il prépare l'école militaire spéciale de Saint-Cyr au collège de la rue des Postes. Il est admis en 1894. Il sort en 1896 (promotion no 79 Alexandre-III) et rejoint comme sous-lieutenant le 4e régiment d'infanterie coloniale le 1er octobre 1896.

## La période coloniale
Charles Barberot est d'abord envoyé en Crète le 22 avril 1897 où la France intervient comme force internationale entre les Grecs et l'Empire ottoman. Il sert sur place jusqu'au 22 juin 1899, et est promu lieutenant le 1er octobre 1899. Il retourne en France où il se marie avec Alice Bally le 11 novembre 1899. De leur union naîtra un fils, Jacques.
Il est muté au 15e régiment d'infanterie coloniale et part pour Diego Suarez, à Madagascar le 26 mai 1900. Il débarque à Diego Suarez le 14 juin. Le 27 juillet, il prend le commandement de la 2e compagnie du 15e régiment d'infanterie coloniale. Début août, il est chargé de la construction de la ligne télégraphique Tamatave - Diego Suarez. La mission s'achève le 14 novembre 1900 à Antsirabe.
Un temps retenu par le colonel Joffre pour commander un nouveau poste, il part finalement de Diego Suarez pour Tamatave pour une mission de construction de chemin de fer le 13 juin 1901. La mission s'achève le 18 janvier 1902. Il entame l'exploration de la vallée de Vohipeno jusqu'au 22 avril 1902. En mai 1902, il tombe très gravement malade et quitte Madagascar le 14 juillet 1902. Soigné, il entame une longue convalescence. Il est muté au 23e régiment d'infanterie coloniale mais doit abandonner le service aux colonies.

## La période de garnison
Après le passage au grade de capitaine le 24 mars 1905, il rejoint le 133e régiment d'infanterie de ligne, à Belley. Cantonné à une vie militaire monotone comme de nombreux officiers subalternes d'avant-guerre, le capitaine Barberot s'investit dans l'instruction et la tactique. Il rédige de nombreux carnets. Commandant d'abord une compagnie, il est nommé responsable du bureau de la mobilisation en 1909. Il participe aux différentes grandes manœuvres au Valdahon qui scandent les années d'avant-guerre de son régiment.

### Auteur et théoricien
Il expose en 1913 ses travaux sur la conduite des petites unités dans l'offensive lors de conférences au sein de son régiment, pour lesquels il reçoit les félicitations du chef de corps. Il les publie en 1913 et 1914 en deux tomes aux Éditions Henri Charles-Lavauzelle, éditeur spécialisé sur les questions et débats militaires. L'ouvrage est remarqué et fait l'objet d'articles dans la presse,. Dans les deux ouvrages, le capitaine Barberot critique la formation en cours des officiers français, souligne l'importance d'une instruction approfondie des officiers subalternes, et affirme l'importance du rôle de chef. Il expose ses méthodes d'instruction et détaille l'utilisation des petites unités au combat.
Les publications du capitaine Barberot s'inscrivent dans un mouvement plus large de contestation des différents règlements militaires, démarré au tournant du siècle, par un réseau de jeunes officiers, qu'on surnomme parfois les "jeunes turcs". Ces derniers, officiers subalternes saint-cyriens, utilisent les revues militaires, les éditeurs spécialisés et les conférences pour pousser de nombreuses idées. Ils privilégient les facteurs humains sur les aspects techniques, sans toutefois structurer leurs analyses par une doctrine. Ils se divisent en effet en de multiples chapelles, entre partisans de l'offensive à outrance et ceux prônant une doctrine plus défensive face aux progrès techniques des armements. Joffre décrit dans ses mémoires un "petit noyau militaire, travailleur, instruit, ayant le culte de l'énergie et de la maîtrise du caractère". Pourtant, dans l'ensemble des écrits, dont celui du capitaine Barberot, le nouveau paradigme du combat qu'inaugure la Grande Guerre (places de mitrailleuses, de l'artillerie lourde, de l'aviation et de la mécanisation...), ne sera pas réellement anticipé.

## Campagnes d'Alsace et des Vosges

### L'offensive d'Alsace et la bataille des cols
En août 1914, il est capitaine au sein du 1er Bataillon du 133e régiment d'infanterie (1re Armée, 7e corps d'armée, 41e division) de Belley, qui est engagé en Alsace. En août, il participe aux deux offensives en Alsace (7-13 août 1914 et 14-28 août 1914). Le 30 août, son régiment est ramené sur les Vosges et engagé dans la bataille des cols, au-dessus de Fraize (col des Journaux et de Mandray). Il prend le commandant du 1er bataillon le 4 septembre 1914 mais doit abandonner le col des Journaux pour éviter l'encerclement. Après l'ordre du général Dubail le 5 septembre 1914 de tenir coûte que coûte les crêtes et la charnière du Bonhomme, il dirige la reprise finale du col des Journaux le 7 septembre 1914 et reprend le hameau du Chipal et La Croix-aux-Mines le 12 septembre. Il est promu chef de bataillon à titre provisoire.

### Les combats de Ban-de-Sapt

#### Bataille de La Fontenelle- septembre / novembre 1914
Le 14 septembre, son unité est dirigée vers le secteur de Ban-de-Sapt où les Allemands ont arrêté la retraite entamée depuis le 10 septembre, évacuant notamment Saint-Dié le 11 septembre 1914. La cote 627 située non loin du village de La Fontenelle reste occupée et permet le contrôle de la vallée du Hure. Le 16 septembre, le 1er bataillon parvient à en reprendre le sommet et s'y retranche. Le chef de bataillon Barberot lance immédiatement des travaux importants de fortification. Un blockhaus est construit au sommet. Les travaux de fortification se poursuivent tout au long du mois de septembre et d'octobre, sur la cote 627 comme dans le hameau de Gemainfaing. Le régiment dont les deux autres bataillons imitent l'exemple du 1er, prend le surnom de "régiment sapeur" au sein de la 41e division.

#### LeSpitzemberget l'Ormont- décembre 1914 / janvier 1915
Le 23 octobre 1914, il est cité à l’ordre no 14 de la 41e Division d'Infanterie (général Claret de la Touche), « pour avoir par le développement judicieux et méthodique de ses travaux d’organisation, réussi à faire ramener dans les lignes françaises un canon allemand et un avant-train français qui se trouvaient depuis quelques jours sous le feu des tranchées allemandes ». Le 20 novembre 1914, il obtient la Légion d'honneur, « pour sa belle conduite au feu ». En décembre 1914, il est au repos à Saint-Dié (Vosges) où il forme les nouvelles recrues envoyées pour combler ses premières pertes. Il est déplacé avec son bataillon le 18 décembre au Spitzemberg, puis début janvier sur la Roche d'Ormont. Il dirige le renforcement de l'ensemble de la position par des travaux d'aménagements.

#### La défense de la cote 627 - février / mars 1915
À la suite de l'échec de l'assaut français le 27 janvier 1915 à  La Fontenelle, le bataillon Barberot est rappelé le 10 février 1915 pour stopper une contre-attaque allemande qui a mis en difficulté les positions françaises. L'ensemble des unités engagées à La Fontenelle est placé sous le commandement de Barberot. Pendant 40 jours, il parvient à renforcer les positions françaises sur la cote 627 et à contrer les tentatives de minage allemandes par des contre-mines et un travail de sape.
Après un mois de repos en avril 1915, son bataillon est envoyé sur le front pour réoccuper les tranchées qu’il avait aménagées lui-même en décembre, sur la montagne d'Ormont.

#### Le fortificateur de la Fontenelle
Charles Barberot reste comme le "fortificateur de La Fontenelle". Dès septembre 1914 et la conquête de la cote 627, jusqu'au mois de mai 1915, il renforce les différentes positions que son bataillon occupe et développe de multiples techniques,: aménagement de bunkers avec chambre d'éclatement et blindés, fortins avec des axes de tirs se flanquant mutuellement, pose de fils barbelés et de pièges, aménagements d'abris et de six lignes successives. L'aménagement est considéré comme "remarquable pour l'époque". Ces défenses tiendront jusqu'à l'attaque allemande du 22 juin 1915 qui parvient à occuper une grande partie des positions françaises, alors que  le 133e régiment d'infanterie est absent du secteur, engagé dans la bataille de Metzeral.

### La bataille de Metzeral et la victoire de la cote 830

#### L'offensive dans la vallée de la Fecht
À partir du printemps 1915, l'état-major français décide d'une offensive dans la vallée de la Fecht, dont l'objectif est la prise de Munster. Elle suit plusieurs tentatives qui se sont heurtées sur les positions allemandes bien aménagées, dont la cote 830 qui verrouille la vallée devant Metzeral. Début juin, la 66e division d'infanterie est renforcée par le 1er et 2e bataillon du 133e régiment d'infanterie, dont le rôle initial est la réalisation des travaux d'approche au Gaschney, devant la cote 830. Le 9 juin, le secteur et la préparation de l'attaque sont confiés au commandant Barberot. Le 15 juin 1915, début de l'offensive générale dans la vallée, la cote 830 est soumise à une préparation brutale d'artillerie de près de 4 heures. À 16h30, le 1er bataillon déroule l'assaut et parvient en 15 minutes à enlever la position adverse. Près de 296 prisonniers, de nombreuses mitrailleuses et un minenwerfer lourd sont capturés.
Cette victoire permet la chute des autres positions allemandes qui verrouillent la vallée et ouvre aux chasseurs la voie vers Metzeral. Le village est pris le 21 juin 1915.

#### Impacts de la victoire de la cote 830
La prise de la cote 830 est considérée comme la clé de l'offensive victorieuse de Metzeral. Le général Armau de Pouydraguin en attribue le mérite principal au commandant Charles Barberot, Celui-ci reçoit le surnom de "vainqueur de la cote 830". Le 16 juin 1915, il reçoit  non loin du champ de bataille, des mains du général de Maud’huy, sa propre croix de guerre. Le bataillon est cité 7 fois à l’ordre de l’armée. Charles Barberot est personnellement cité le 8 juillet 1915 à l’ordre de la 7e Armée.
La prise de la cote 830 est aussi un objet de propagande française et fait l'objet d'une large publicité. Un communiqué officiel de l'état-major sur les combats est publié au Journal Officiel. Deux reportages photo dans le Miroir montrent la fin de l'assaut et les prises de guerre. Les services cinématographiques tournent fin juin un long reportage sur le champ de bataille,. Le mortier lourd capturé dans les positions est abondamment photographié et exposé dans la cour des Invalides, à Paris.

#### Les combats de l'Hilsenfirst
Charles Barberot est promu le 26 juin 1915 à la tête du 5e bataillon de chasseurs à pied qu'il rejoint sur l'Hilsenfirst. Depuis le 13 juin, une offensive française secondaire est menée sur ce sommet,. Elle rencontre une forte résistance et se cristallise quelque temps sur l'encerclement de la compagnie Manhès, dégagée le 17 juin après d'intenses combats,. Le 5e BCP a perdu son chef durant ces opérations et se trouve dans une position délicate. Du 27 juin au 3 juillet 1915, il est soumis à un intense bombardement, perd quelque temps la première ligne de tranchée au sommet, avant de la reprendre. Partiellement détruit, le bataillon est retiré du front le 4 juillet 1915 pour être reconstitué.

### La bataille du Linge
À partir du 25 juillet, le 5e BCP est engagé sur le Linge où a débuté une nouvelle offensive pour prendre les hauteurs en vue de la prise de Munster. Le général de Maud’huy engage le 20 juillet une action dans les conditions suivantes : attaquer successivement le Lingekopf, puis le collet du Linge et enfin l'arête du Schratzmannele.
Après avoir rejoint et relevé les unités de chasseurs en première ligne, le bataillon se lance à l'attaque sur le front « collet du Linge - mamelon du Schratzmannele », le 29 juillet, après une courte mais intense préparation d'artillerie. Il progresse jusqu'au changement de pente à l'ouest de la crête ; là il est arrêté par le feu des mitrailleuses. L'ennemi lance plusieurs contre-attaques dont la plus furieuse est exécutée à 17 h 30 par les chasseurs de la Garde. Ces réactions échouent toutes et le 5e bataillon de chasseurs, cramponné au changement de pente, conserve ses positions.
Les jours suivants, 30 et 31 juillet, le calme règne dans la région du Linge, interrompu parfois par de violents bombardements qui n'empêchent pas les chasseurs de travailler activement à renforcer leurs positions.
Le général Nollet décide, le 1er août, de reprendre l'offensive sur un plus grand front. Le 5e BCP doit attaquer, côte à côte avec la 3e brigade, sur la crête nord du Schratzmannele, tandis que la 5e brigade attaquera, avec le 15e bataillon, depuis le sommet du Schratzmannele jusqu'aux carrières, et avec le  115e bataillon de chasseurs alpins sur le Baerenkopf. Il a obtenu une préparation d’artillerie sérieuse. L'attaque ne parvient pas à prendre la totalité des positions allemandes, et notamment les blockhaus défensifs.
Le 4 août 1915, les Allemands déclenchent un bombardement massif à partir de 9h30. À 12h30, Charles Barberot, sortant de son poste de commandement, tombe et meurt aussitôt, touché par un éclat d’obus.
Sa mort lui vaut, le 8 septembre 1915, la citation suivante  à l’ordre de la VIIe Armée : « Officier supérieur d'exceptionnelle valeur, inspirant à ses subordonnés la confiance la plus absolue, a été tué à la tête de son bataillon après avoir enlevé une position ennemie formidablement organisée, dont il avait préparé l'attaque avec une remarquable intelligence des choses de la guerre ». Son enterrement eut lieu derrière le front le 10 août à Plainfaing, lors de deux cérémonies.

## Monuments
Une stèle dédiée au commandant Charles Barberot, au commandant Colardelle ainsi qu' aux chasseurs du 5e BCP tombés au Linge, surnommée souvent "monument Barberot" ou "Colardelle-Barberot", se dresse au collet du Linge en face du musée. Elle a été érigée en 1936, détruite par les Allemands en 1940 (mais l'entreprise chargée de sa démolition put la cacher) puis remise en place après-guerre. Le nom de Charles Barberot est aussi inscrit dans l'église de l'Emm, en dessous des autres officiers supérieurs. Enfin, dans le parcours de mémoire de la Fontenelle, inauguré en 2015, un panneau explicatif comporte une section évoquant le commandant Barberot.

## Décorations
- : Chevalier de la Légion d'honneur par arrêté du 20 novembre 1914[58]
- : Croix de Guerre 14-18

## Œuvres
- Charles Barberot, Étude sur la conduite des petites unités dans l’offensive. 1re Partie, Paris, Éditions Henri Charles-Lavauzelle, 1913
- Charles Barberot, Étude sur la conduite des petites unités dans l’offensive. 2e Partie, Paris, Éditions Henri Charles-Lavauzelle, 1914
- « Carnets à Madagascar », publiés dans la revue La Sabretache (no 295 et no 296 de mars et avril 1925), sous l’initiative du commandant Henry Martin